# Корбара (Салерно)
Корбара (итал. Corbara) је насеље у Италији у округу Салерно, региону Кампанија.
Према процени из 2011. у насељу је живело 2045 становника. Насеље се налази на надморској висини од 186 м.

## Становништво
| 1931. | 1936. | 1951. | 1961. | 1971. | 1981. | 1991. | 2001. | 2011. |
| ----- | ----- | ----- | ----- | ----- | ----- | ----- | ----- | ----- |
| 1.531 | 1.673 | 2.001 | 2.121 | 2.153 | 2.249 | 2.420 | 2.455 | 2.521 |